# 锡卡拉特瓦

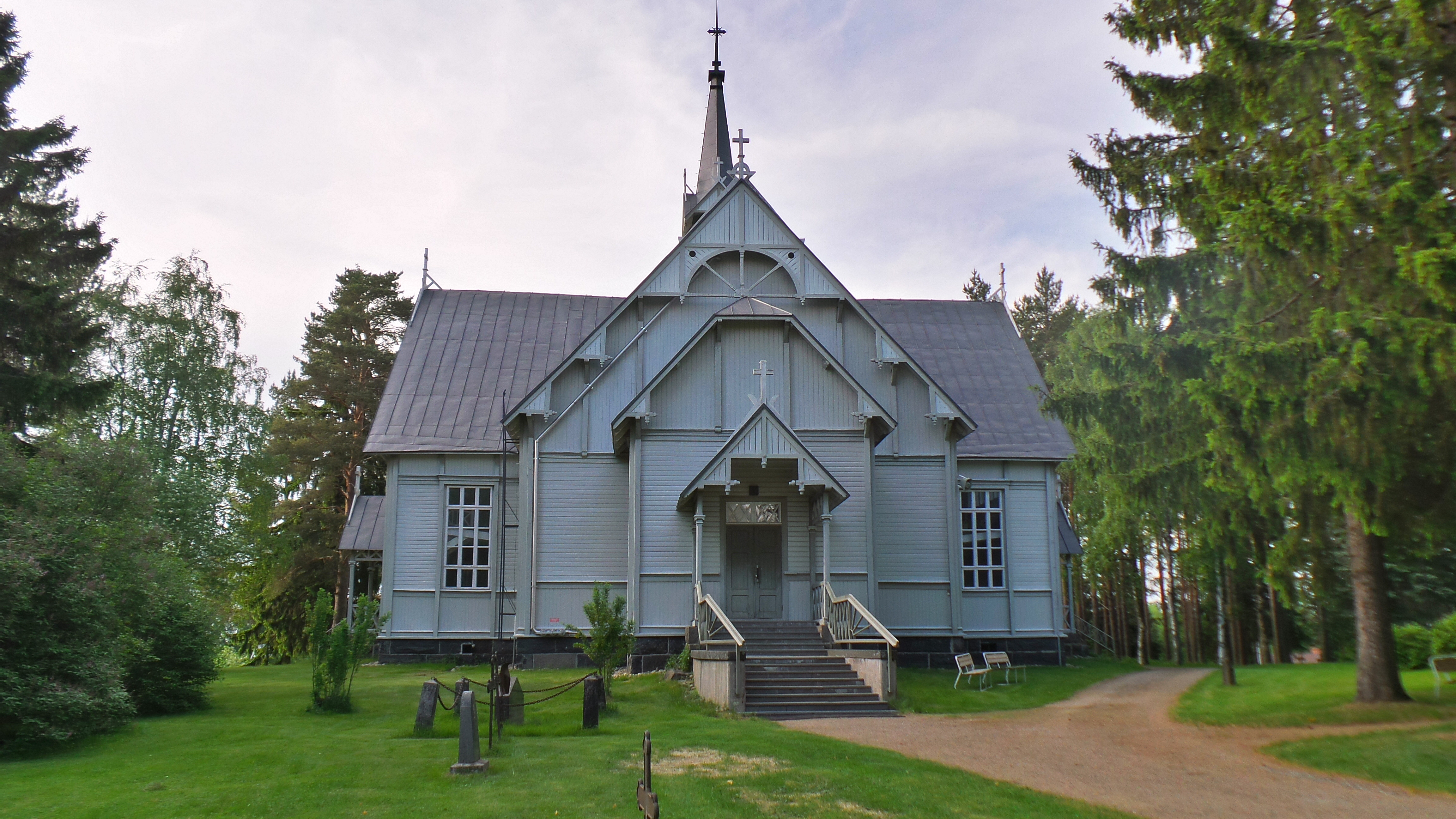
普尔基拉教堂

锡卡拉特瓦（芬蘭語：Siikalatva）是芬蘭北博滕區的市鎮，位於該國中部，距離奧盧90公里，面積2,229平方公里，2013年人口6,070，人口密度為每平方公里2.8人。

## 知名人物
- 伊尔马里·基安托：作家
- 托伊沃·因马努埃尔·伊特科宁：历史学家及语言学家
- 彭蒂·韩培：作家

## 外部連結
- 锡卡拉特瓦市镇官方网站 （文）